# Castejón del Puente
Castejón del Puente es un municipio español, de la comarca Somontano de Barbastro en la provincia de Huesca. El casco urbano está situado en la parte sur de una loma denominada «El Castillo» a la derecha del río Cinca.

## Historia
- 1099–1279 — se llamaba Castejón Cebollero.
- 1099–1145 — de realengo por presentar tenentes (UBIETO ARTETA, Los Tenentes, p. 135; Codoín, 4. 110).
- 1176–1177 — Esteban, obispo de Huesca, dio a varias personas la almunia de Laarrova, en el término de Castejón para poblarla (DURÁN, Colección diplomática de la Catedral de Huesca, n.º. 336).
- 1391 — se llamaba Castejón del Puente y era de la orden del Hospital (ACA, Maestre Racional, Registro 2.400).

## Administración y política
| Período   | Alcalde                    | Partido | Partido |
| --------- | -------------------------- | ------- | ------- |
| 1979–1983 | Carlos Dueso Olivera       | UCD     |         |
| 1983–1987 | Carlos Dueso Olivera       | UCD     |         |
| 1987–1991 | Carlos Dueso Olivera       | PAR     |         |
| 1991–1995 | José María Morera Argerich | PAR     |         |
| 1995–1999 | José María Morera Argerich | PAR     |         |
| 1999–2003 | José María Morera Argerich | PAR     |         |
| 2003–2007 | José María Morera Argerich | PAR     |         |
| 2007–2011 | Antonio Comps Encuentra    | AEI-CP  |         |
| 2011–2015 | Antonio Comps Encuentra    | PP      |         |
| 2015–2019 | Antonio Comps Encuentra    | PP      |         |
| 2019–2023 | Antonio Comps Encuentra    | PP      |         |
| 2023–2027 | Antonio Comps Encuentra    | PP      |         |

| Partido político    | Partido político                                      | 2003   | 2007   | 2011   | 2015   | 2019   | 2023   |
| Partido político    | Partido político                                      | Ediles | Ediles | Ediles | Ediles | Ediles | Ediles |
|                     | Partido Popular de Aragón (PP)                        | 2      | —      | 4      | 4      | 5      | 5      |
|                     | Partido Aragonés (PAR)                                | 5      | 3      | 2      | 2      | 2      | 2      |
|                     | Partido de los Socialistas de Aragón (PSOE-Aragón)    | —      | —      | 1      | 1      | 0      | 0      |
|                     | Agrupación de Electores de Castejón del Puente (AECP) | —      | 4      | —      | —      | —      | —      |
| Total de concejales | Total de concejales                                   | 7      | 7      | 7      | 7      | 7      | 7      |

## Demografía
Castejón del Puente cuenta con una población de 334 habitantes (INE 2024).
| Gráfica de evolución demográfica de Castejón del Puente entre 1842 y 2021 |
| |
| Población de derecho según los censos de población del INE Población de hecho según los censos de población del INEEn este censo se denominaba Castejón del Puente y Montes de Biertoles y Cardiel: 1842 |

## Cultura

### Patrimonio
- Iglesia parroquial dedicada a la Asunción
- Ermita de Nuestra Señora de la Bella
- Casa consistorial estilo mudéjar
- Plaza de la Cruz

### Fiestas
- Día 25 de marzo, fiesta del crespillo
- Día 8 de septiembre, en honor a la Virgen de la Bella

### Ocio
Rutas de senderismo: antigua vía romana Ilerda-Osca, ruinas del puente romano, antiguo molino con noria medieval, salinas Nuestra Señora de la Bella, fortificación de la época de la Guerra Civil (1936) «Las Aguaderas», centro de interpretación de las Vías de Comunicación y Transporte (sábados, domingos y festivos de 10 a 14 horas).

## Personas destacadas
- Francisco Puente
- Pedro Mur Escalona
- José García Yagüe
- Antonio Peruga